# Босковице

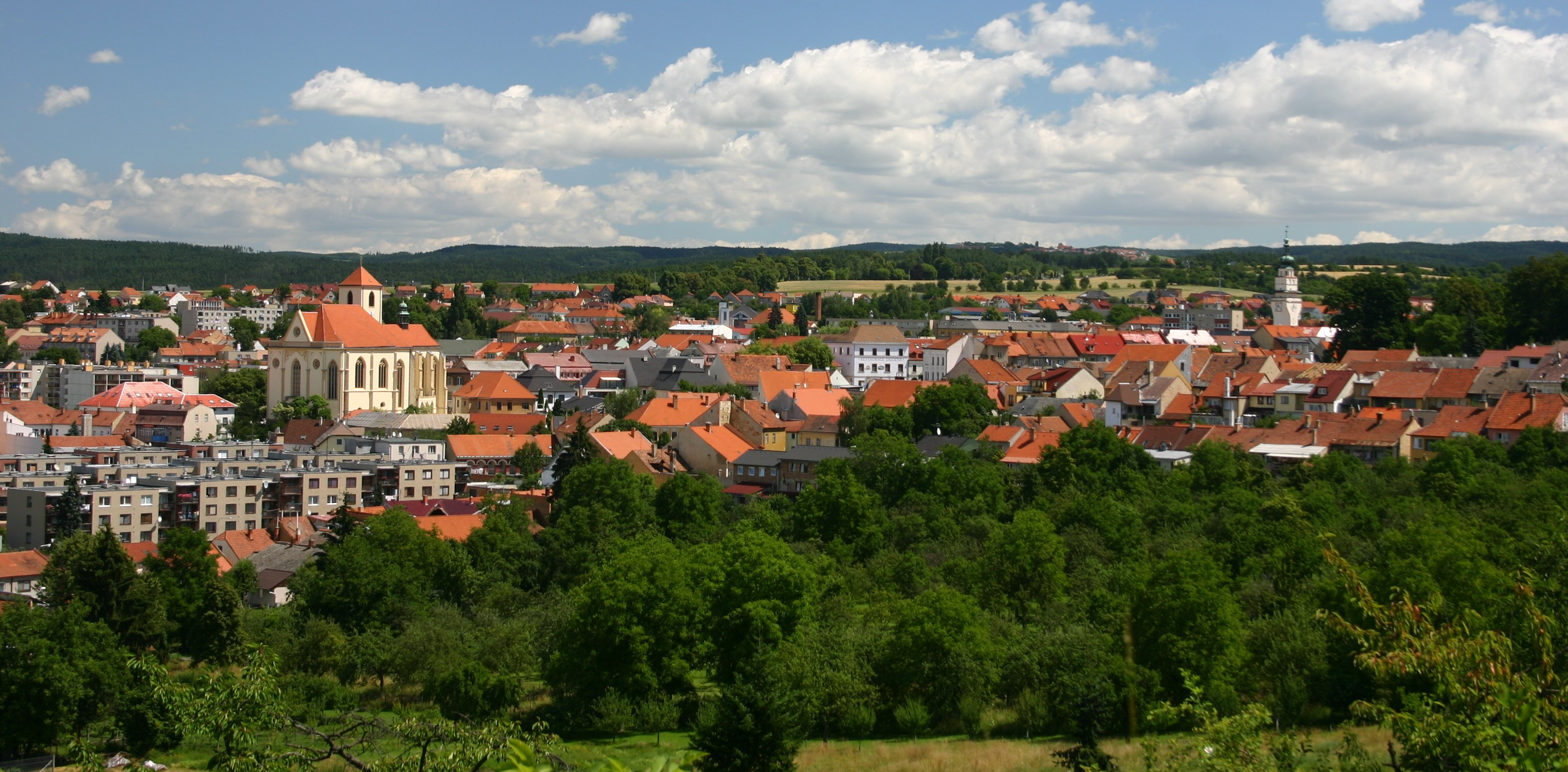
Центр Босковице

Босковице (чеш. Boskovice, нем. Boskowitz) — город в Моравии (Чехия). Город расположен на Драганской возвышенности, около 30-40 км к северу от Брно, неофициальной столицы Моравии.

## История
Босковице в качестве торгового поселения было основано вероятно в XIII веке. Однако данные археологических раскопок свидетельствуют, что поселение на месте Босковице существовало намного раньше. Первое упоминание названия Босковице относится к 1222 году, когда Йимрам из Босковиц назван одним из свидетелей в одной из грамот Пршемысла Отакара I. Первое упоминание о Босковицком граде относится к 1313 году. Первое письменное упоминание собственно населённого пункта Босковице относится к 1413 году. В 1463 году король Йиржи из Подебрад пожаловал Босковице право устраивать ярмарки и ежегодные рынки в день Святого Вита.
К 1759 году относится первое использование в босковицких грамотах термина «город Босковице»; городской статус Босковице был пожалован, вероятно, королевой Марией Терезией. В период правления Иосифа II (1780—1790) в Босковице был учреждён магистрат, при этом город был лишён права выносить и исполнять смертные приговоры, которым пользовался с 1255 года.
Исторически, до 2-й мировой войны, здесь проживала одна из крупнейших еврейских общин Моравии.

## Достопримечательности
- руины готического замка Босковице 13 века
- церковь апостола Иакова
- замок в стиле ампир
- еврейское кладбище, основанное в 17 веке — одно из крупнейших в Чехии
- большая синагога

## Культурные мероприятия
- Unijazz Praha — проводится ежегодно в июле
- Hradhouse Festival — танцевальный фестиваль, проводится ежегодно, обычно в августе (см. Hradhouse Архивная копия от 5 декабря 2011 на Wayback Machine)

## Население
| Год  | Численность | Численность |
| ---- | ----------- | ----------- |
| 1869 | 6204        | [ 5 ]       |
| 1880 | 6119        | [ 5 ]       |
| 1890 | 6443        | [ 5 ]       |
| 1900 | 6547        | [ 5 ]       |
| 1910 | 7306        | [ 5 ]       |
| 1921 | 7322        | [ 5 ]       |
| 1930 | 7595        | [ 5 ]       |
| 1950 | 7244        | [ 5 ]       |
| 1961 | 8235        | [ 5 ]       |
| 1970 | 8837        | [ 5 ]       |
| 1980 | 11 045      | [ 5 ]       |
| 1991 | 11 290      | [ 5 ]       |
| 2001 | 11 359      | [ 5 ]       |
| 2014 | 11 478      | [ 6 ]       |
| 2016 | 11 566      | [ 7 ]       |
| 2017 | 11 639      | [ 8 ]       |
| 2018 | 11 635      | [ 9 ]       |
| 2019 | 11 622      | [ 10 ]      |
| 2020 | 11 681      | [ 11 ]      |
| 2021 | 11 726      | [ 12 ]      |
| 2022 | 11 661      | [ 13 ]      |
| 2023 | 11 996      | [ 14 ]      |
| 2024 | 12 190      | [ 3 ]       |

## Известные уроженцы
- Хлуп, Отокар (1875–1965) – чехословацкий педагог, профессор, академик.

## Города-побратимы
- Левице, Словакия
- Рава-Мазовецкая, Польша
- Фран-лез-Анвен, Бельгия[15]